# Arbeitsablauf
Als Arbeitsablauf (auch Arbeitsfolge oder englisch workflow) wird in der Organisationslehre die räumliche und zeitliche Reihenfolge von funktional, physikalisch oder technisch zusammengehörenden Arbeitsvorgängen an einem Arbeitsplatz bezeichnet.
In Wirtschaftseinheiten (Privathaushalte, Unternehmen, Staaten mit ihren Untergliederungen wie Gebietskörperschaften und der öffentlichen Verwaltung) bestehen die einer Stelle zugewiesenen Arbeitsaufgaben meist aus einer Vielzahl von einzelnen Ablaufabschnitten (Arbeitsschritte; englisch task), die erst in ihrer Gesamtheit durch einen letzten komplettierenden Arbeitsschritt als erfüllt anzusehen sind. Viele dieser Ablaufabschnitte sind funktional, physikalisch oder technisch voneinander abhängig, so dass beim Arbeitsablauf eine bestimmte Reihenfolge (Ablauffolge) einzuhalten ist. Dazu setzen Arbeitskräfte meist Arbeitsmittel ein, um aufgrund der vorgegebenen Arbeitsaufgabe ein Arbeitsergebnis zu erzielen. Deshalb wird der Arbeitsablauf auch als das räumliche und zeitliche Zusammenwirken von Arbeitskraft, Arbeitsmitteln, Arbeitsgegenständen, Energie und Information in einem Arbeitssystem bezeichnet.
Ein noch nicht komplettierter Arbeitsablauf befindet sich in einem bestimmten Bearbeitungsstatus. Bei komplexeren Arbeitsabläufen lohnt sich die Erstellung von Arbeitsablaufplanungen mit Organigrammen.
Die Arbeit in ihrer praktischen prozessualen Ausführung (Arbeitsprozess) wird durch die Arbeitsumwelt und die geforderten Leistungsvoraussetzungen geprägt, wie Qualifikation, Arbeitsauftrag (englisch job) und Ausführungsbedingungen. Der Arbeitsauftrag wiederum besteht aus Arbeitsanweisungen und sonstigen Instruktionen (Dienstanweisungen) zu den Arbeitsmitteln, Arbeitsabläufen und dem Arbeitsziel.
Die Analyse und Gestaltung von Arbeitsabläufen ist in Unternehmen Teil der Ablauforganisation. Sie ermittelt die zweckmäßigsten Arbeitsabläufe, um hierdurch das bestmögliche Ergebnis sicherzustellen. Dabei muss sie berücksichtigen, dass es im Betriebsablauf oft vorkommt, dass eine Arbeitsaufgabe nicht von einem einzigen Arbeitsplatz allein, sondern von mehreren Arbeitsplätzen – sogar abteilungs- und standortübergreifend – vollendet werden kann. Dann ist ein koordiniertes Vorgehen der beteiligten Bereiche aufgrund von Ablaufdiagrammen erforderlich, welche die stellenübegreifenden Ablaufabschnitte festhalten. Können einzelne Ablaufabschnitte erst in einem gesamten Unternehmen durch einen komplexen Produktionsprozess zu einem Endprodukt oder einer Dienstleistung zusammengefügt werden, so spricht man von Arbeitssystemen oder Geschäftsprozessen. Ist die Fertigungstiefe im Unternehmen nicht sehr groß, führen die Arbeitsabläufe lediglich zu Halbfabrikaten oder Zwischenprodukten, die erst durch Weiterverarbeitung in anderen Unternehmen komplettiert werden können.

## Geschichte
Als Begründer des Scientific Management, also der wissenschaftlichen Durchdringung auch der Arbeitsabläufe, gilt Frederick Winslow Taylor. Er und Frank Bunker Gilbreth begannen 1911 damit, den industriellen Arbeitsablauf durch Arbeitsablaufstudien systematisch zu analysieren. Taylor konzentrierte sich dabei auf Zeit- und Bewegungsstudien, mit deren Hilfe er den gesamten Arbeitsablauf in sinnvolle Teiloperationen aufspaltete und durch Objektivierung optimierte. Hiermit stellte er die optimalen Bewegungsformen und den günstigsten Zeitaufwand für einen bestimmten Arbeitsablauf fest. Der Ingenieur Karl Wilhelm Hennig befasste sich 1948 eingehend mit industriellen Arbeitsabläufen. Der Arbeitsablauf ist für ihn das zeitliche Hinter- und Nebeneinander von Arbeitsvorgängen an Arbeitsobjekten, ausgeführt durch Arbeitskräfte am Arbeitsplatz; er dient der Erfüllung einer Teilaufgabe in einem Betrieb. Der Arbeitsablauf ist so zu gestalten, dass Wirtschaftlichkeit, einwandfreie Produktqualität, Schnelligkeit und Terminsicherheit erreicht werden können.
Erich Gutenberg stellte 1951 fest, dass die Durchlaufzeit dann am geringsten ist, wenn die Arbeitsschritte ohne wesentlichen Zeitverlust aneinander anschließen. Konrad Mellerowicz hielt es 1951 für eine wichtige Aufgabe, „den Arbeitsablauf rational zu gestalten“ und schrieb 1956 der organisatorischen Denkweise den Zweck zu, für eine Aufgabe den besten Arbeitsablauf zu finden, wobei die Arbeitsvorbereitung für einen reibungslosen Arbeitsablauf sorgen kann. Für Erich Kosiol galt 1962 als das oberste Ziel der Strukturierung des Arbeitsablaufs die Erreichung der kürzesten Durchlaufzeiten aller Bearbeitungsobjekte. Erwin Grochla setzte sich 1971 eingehend mit den Arbeitsabläufen im Büro auseinander.

## Störungen im Arbeitsablauf
Auch in Arbeitsabläufen können Schwachstellen vorhanden sein. Sie können zu betrieblichen Störungen führen (englisch Job-Stopper), so dass bei Auftreten einer Unterbrechung die aktuell durchzuführenden, aufgabenbezogenen und geplanten Ablaufabschnitte nicht mehr realisiert werden können. Hierbei werden zwei Unterbrechungen unterschieden. Der Arbeitsablauf wird entweder durch Personen oder durch eine gestörte Funktion oder mangelnde Verfügbarkeit von Arbeitsmitteln unterbrochen.

## Arbeitsprozess, Prozessmanagement und Workflow-Management
Ein Arbeitsprozess ist ein verbindlicher Arbeitsablauf, der ein eindeutiges Startereignis und Endergebnis aufweist, arbeitsteilig von mehreren Prozessbeteiligten bearbeitet wird und für einen internen oder externen Kunden einen Nutzen stiftet. Das Prozessmanagement betrifft die fachlich-konzeptionelle Ebene im Unternehmen, während das Workflow-Management die operative Ebene darstellt. Ziel des Prozessmanagements ist es, Arbeitsabläufe systematisch zu analysieren und kontinuierlich zu verbessern. Hierfür sind Arbeitsinhalte und Arbeitsorte durch eine Arbeitsanalyse und -synthese zu untersuchen. Das Workflow-Management hat auf der Grundlage dieser Ergebnisse den richtigen Arbeitsablauf zur Verfügung zu stellen. Es kann als technische Sicht auf die Geschäftsprozesse bezeichnet werden, da es die Steuerung der Arbeitsabläufe beinhaltet. Dabei kann ein Workflow-Management-System den Ablauf in mehrfachem Kontext unterstützen, ihn mit notwendigen Daten (temporal, modal, final) versorgen und ihn gemäß einer im System hinterlegten Vorgabe oder eines dafür vorgesehenen Algorithmus unterstützen. Internationale industrielle Gremien wie die WfMC und OMG haben dazu Standards wie BPAF, BPMN und BPML entwickelt.

## Unterschied zwischen traditionellem Arbeitsablauf und agilem Arbeitsablauf
Ein traditioneller Arbeitsablauf verläuft normalerweise sequentiell und linear, d. h. alle Schritte stehen fest, bevor die Arbeit beginnt. Sobald ein Schritt abgeschlossen ist, kann die Arbeit in die nächste Phase übergehen. Dies wird als Wasserfallmethode bezeichnet. An dieser Stelle unterscheidet sich der traditionelle Arbeitsablauf mit dem agilen Arbeitsablauf. Bei einem agilen Arbeitsablauf liegt der Fokus auf der kontinuierlichen Bereitstellung von kleineren Arbeitsstücken sowie das schnelle Erhalten von Feedback. Änderungen können dabei immer am Ende eines Sprints vorgenommen werden, sodass dieser Arbeitsablauf weniger starr ist als die traditionelle Vorgehensweise. Der agile Workflow ist damit flexibler im Hinblick auf die Struktur und Veränderungen. Außerdem erlaubt die Vorgehensweise es Aufgaben leichter zu priorisieren.